# UNOMUR
La Missione degli Osservatori delle Nazioni Unite tra Uganda e Ruanda (UNOMUR dall'inglese ‘United Nations Observer Mission Uganda-Rwanda fu una forza di peacekeeping delle Nazioni Unite durata dal giugno 1993 al settembre 1994.
La missione aveva il compito di "monitorare il confine tra l'Uganda e il Ruanda e verificare che non vi fosse alcun transito di armi o militari". Il quartier generale fu a Kabale, Uganda.
All'UNOMUR fu impedito di realizzare a pieno il proprio compito a causa dello scoppio della guerra civile ruandese.
Il mandato finì ufficialmente il 21 settembre 1994.